# WKBL 외국인 선수 목록
다음은 한국여자프로농구(WKBL0에서 뛰었거나 현재 뛰고 있는 외국인 선수의 목록이다. 2000년 여름리그부터 중국 국적 선수들을 대상으로 한 외국인 선수 제도가 처음 실시되었다.

## 목록
| 포지션 | G                                        | 가드                                     | F                                        | 포워드                                   | C                                        | 센터                                     |
| 시즌   | WKBL에서 뛴 시즌 수                      | WKBL에서 뛴 시즌 수                      | WKBL에서 뛴 시즌 수                      | WKBL에서 뛴 시즌 수                      | WKBL에서 뛴 시즌 수                      | WKBL에서 뛴 시즌 수                      |
| *      | 현재 WKBL에서 활동 중인 선수를 나타낸다. | 현재 WKBL에서 활동 중인 선수를 나타낸다. | 현재 WKBL에서 활동 중인 선수를 나타낸다. | 현재 WKBL에서 활동 중인 선수를 나타낸다. | 현재 WKBL에서 활동 중인 선수를 나타낸다. | 현재 WKBL에서 활동 중인 선수를 나타낸다. |

| 국적           | 선수              | 포지션 | 경력                     | 시즌 | 참고   |
| -------------- | ----------------- | ------ | ------------------------ | ---- | ------ |
| 미국           | 안드레아 가드너   | C      | 2003                     | 1    | [ 1 ]  |
| 미국           | 마케이샤 게이틀링 | C      | 2015-2016                | 1    | [ 2 ]  |
| 미국           | 트라베사 겐트     | C      | 2003-2006                | 6    | [ 3 ]  |
| 미국           | 르샨다 그레이     | C      | 2017-2018; 2019-20       | 2    | [ 4 ]  |
| 미국           | 자신타 먼로       | C      | 2018-2019                | 1    | [ 5 ]  |
| 미국           | 비키 바흐         | C      | 2012; 2014-2016; 2019-20 | 4    | [ 6 ]  |
| 미국           | 모니크 빌링스     | C      | 2019                     | 1    | [ 7 ]  |
| 미국           | 아이샤 서덜랜드   | F      | 2017-2018; 2020          | 3    | [ 8 ]  |
| 미국           | 케일라 손턴       | F      | 2016-2020                | 4    | [ 9 ]  |
| 미국           | 쉐키나 스트릭렌   | F      | 2013-2016; 2018          | 4    | [ 10 ] |
| 미국           | 리네타 카이저     | C      | 2012-2013; 2019          | 2    | [ 11 ] |
| 미국           | 타미카 캐칭스     | C      | 2003; 2006-2007          | 3    | [ 12 ] |
| 미국           | 모니크 커리       | F      | 2013-2018                | 5    | [ 13 ] |
| 미국           | 엘리사 토마스     | F      | 2014-2015; 2016-2018     | 3    | [ 14 ] |
| 미국           | 크리스탈 토마스   | C      | 2018-2019                | 1    | [ 15 ] |
| 미국           | 샤이엔 파커       | C      | 2018-2019                | 1    | [ 16 ] |
| 미국           | 카리스마 펜       | C      | 2018-2019                | 1    | [ 17 ] |
| 미국           | 마이샤 하인스알렌 | C      | 2019-2020                | 1    | [ 18 ] |
| 미국           | 티아나 하킨스     | C      | 2016-2017; 2019          | 2    | [ 19 ] |
| 바하마         | 존쿠엘 존스       | C      | 2016-2017                | 1    | [ 20 ] |
| 브라질         | 다미리스 단타스   | C      | 2017-2020                | 3    | [ 21 ] |
| 오스트레일리아 | 엘레나 스미스     | C      | 2019-2020                | 1    | [ 22 ] |
| 오스트레일리아 | 로런 잭슨         | C      | 2007                     | 1    | [ 23 ] |
| 중국           | 관수핑            | C      | 2000                     | 1    | [ 24 ] |
| 푸에르토리코   | 자즈몬 과트미     | F      | 2017-2018                | 1    | [ 25 ] |

## 참고
1. ↑  가드너 경기 기록 - 한국여자농구연맹
2. ↑  게이틀링 경기 기록 - 한국여자농구연맹
3. ↑  겐트 경기 기록 - 한국여자농구연맹
4. ↑  그레이 경기 기록 - 한국여자농구연맹
5. ↑  먼로 경기 기록 - 한국여자농구연맹
6. ↑  비키바흐 경기 기록 - 한국여자농구연맹
7. ↑  빌링스 경기 기록 - 한국여자농구연맹
8. ↑  서덜랜드 경기 기록 - 한국여자농구연맹
9. ↑  쏜튼 경기 기록 - 한국여자농구연맹
10. ↑  스트릭렌 경기 기록 - 한국여자농구연맹
11. ↑  카이저 경기 기록 - 한국여자농구연맹
12. ↑  캐칭 경기 기록 - 한국여자농구연맹
13. ↑  커리 경기 기록 - 한국여자농구연맹
14. ↑  토마스 경기 기록 - 한국여자농구연맹
15. ↑  토마스 경기 기록 - 한국여자농구연맹
16. ↑  파커 경기 기록 - 한국여자농구연맹
17. ↑  펜 경기 기록 - 한국여자농구연맹
18. ↑  마이샤 경기 기록 - 한국여자농구연맹
19. ↑  하킨스 경기 기록 - 한국여자농구연맹
20. ↑  존스 경기 기록 - 한국여자농구연맹
21. ↑  단타스 경기 기록 - 한국여자농구연맹
22. ↑  스미스 경기 기록 - 한국여자농구연맹
23. ↑  잭슨 경기 기록 - 한국여자농구연맹
24. ↑  관수핑 경기 기록 - 한국여자농구연맹
25. ↑  과트미 경기 기록 - 한국여자농구연맹